# 小池正朝
小池 正朝（こいけ まさとき、明治25年（1892年）1月25日 - 昭和47年（1972年）5月29日）は、日本の泌尿器科学者、医学博士（東北帝国大学）。順天堂大学教授、江東病院初代院長。男爵・小池正直の四男。東京市小石川（現・東京都文京区小石川）出身。

## 略歴
- 1892年（明治25年）1月25日 - 日本陸軍軍医・小池正直の四男として生れる。
- 1907年（明治40年） - 東京高等師範学校附属中学校（現・筑波大学附属中学校・高等学校）卒業
- 1910年（明治43年） - 第八高等学校卒業
- 1920年（大正9年） - 東北帝国大学医学部卒業。
- 1926年（大正15年）2月27日 - 医学博士号（東北帝国大学）取得。
  - 順天堂病院泌尿器科医院 勤務。
- 1952年（昭和27年） - 順天堂大学教授 就任
- 1952年2月1日 - 厚生省医師試験審議会委員 就任
- 1954年1月31日 - 厚生省医師試験審議会委員 退任
- 1955年（昭和30年） - 江東病院初代院長 就任
- 1972年（昭和47年）5月29日 - 死去する。

## 論文
- 1924年（大正13年）8月 - 『インヂゴカルミンニ依ル著色膀胱鏡檢査法ニ就テ』日本泌尿器病學會雜誌 13(2)pp.36

### 博士論文
- 1955年（昭和30年）2月27日 - 『慢性腎臓結核症の病理及び病理解剖学補遺』 東北帝国大学

## 家族親族
- 祖父：小池正敏 - 庄内藩医
- 父：小池正直 - 医学博士、陸軍軍医総監、貴族院議員、男爵
- 母：小池金子 - 長崎県士族・亀田佐記の次女
- 妻：小池喜代子 - 村松学祐の長女
- 長男：小池正純
- 次男：小池正恒
- 長姉：小池貞子 - 北島多一（第2代日本医師会会長） 妻
- 長兄：小池正晁 - 医学博士、陸軍軍医総監、貴族院議員、男爵
- 義姉：小池順子 - 瀬川昌耆（医学博士）の次女、正晁の妻
- 次兄：小池正彪  - 三井本社常務理事
- 義姉：小池初子 - 佐藤直次郎の長女
- 三兄：小池正教 - 農学士
- 次姉：小池泰子 - 井内勇（朝鮮銀行理事） 妻

## 参考資料
- 1987年（昭和62年） - 『昭和人名辞典』 高野義夫
- 『官報』 1952年5月29日 本紙 7615 叙任及辞令
- 『官報』 1954年7月23日 本紙 8266 叙任及辞令